# Marienkirche (Bytom)

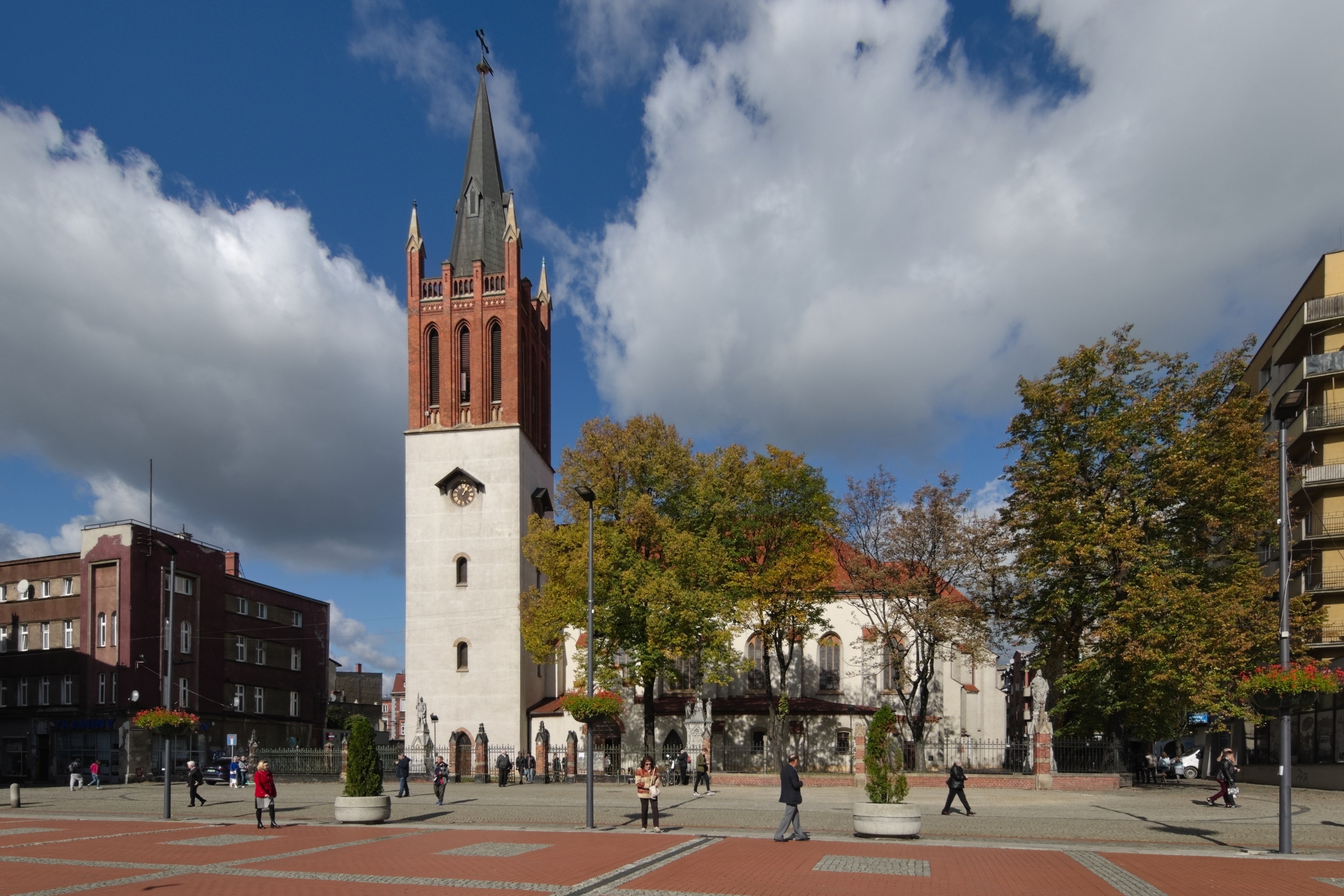
Marienkirche

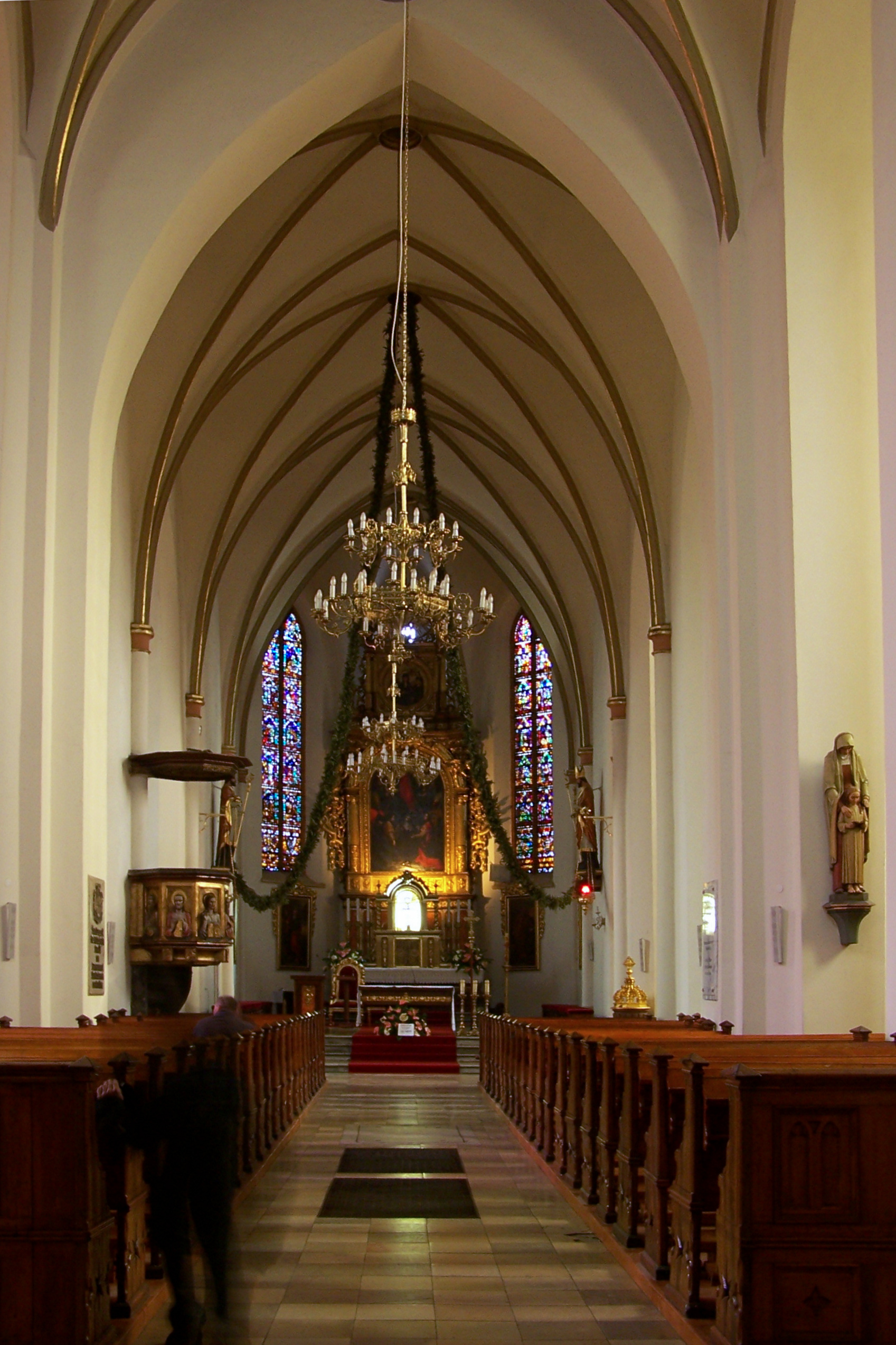
Innenansicht

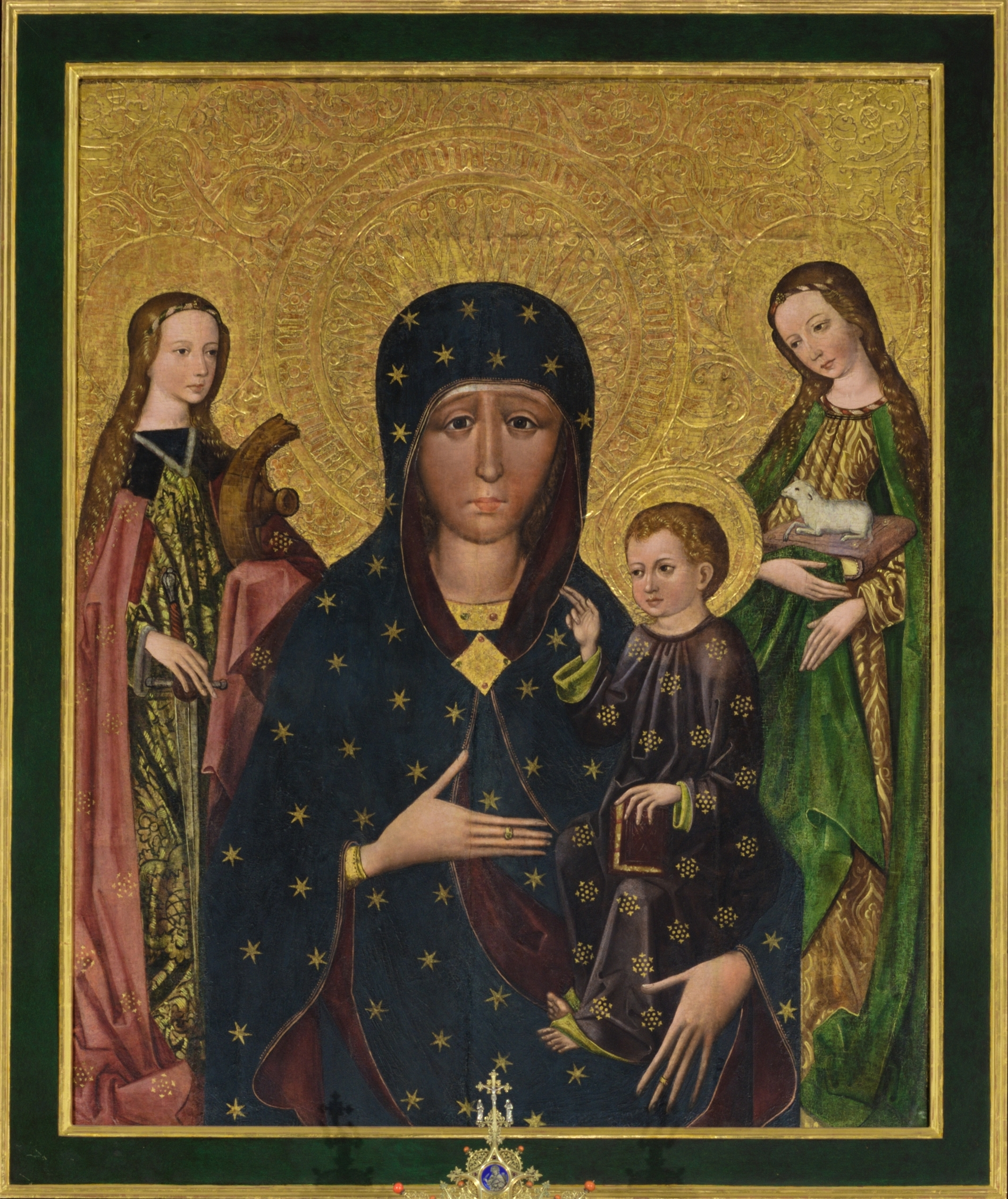
Beuthener Madonna

Die Marienkirche in Bytom (Beuthen OS) ist eine römisch-katholische Pfarrkirche der Kirchengemeinde St. Maria. Das gotische Baudenkmal aus Ziegelsteinen ist die älteste Kirche der Stadt, ihr Bau geht ins 13. Jahrhundert zurück. Sie befindet sich nördlich des Rings und hat einen Südturm. In der Marienkirche werden Gottesdienste in polnischer und deutscher Sprache abgehalten.

## Geschichte
Der Bau der ursprünglich spätromanischen Kirche begann 1231. Ein Schlussstein über dem Orgelgewölbe trägt die Jahreszahlen 1231/1257. Im 14. Jahrhundert wurde die Kirche im gotischen Stil ausgebaut. 1530 wurde der neu errichtete Kirchturm fertiggestellt. Während der Reformation war sie seit den 1560er Jahren bis 1632 protestantisch. 1675 zerstörte ein Brand die Ausstattung der Kirche.
Von 1851 bis 1857 wurde die Marienkirche umgestaltet und erhielt neugotische Elemente. Zudem wurde der Kirchturm erhöht. Umfangreiche Renovierungen wurden von 1935 bis 1938 und 1957 sowie 1967 durchgeführt.
Seit der politischen Wende in Polen 1990 werden wieder Gottesdienste in deutscher Sprache abgehalten. Die Gottesdienste für die Deutsche Minderheit finden jeden Samstag statt. 2009 begannen umfangreiche Renovierungsarbeiten an der Außenfassade der Kirche und die Erneuerung der Kirchenfenster.

## Ausstattung
- Hauptaltar im barocken Stil mit einem Gemälde der Mariä Aufnahme in den Himmel von Francesco Curradi (1570–1661) aus dem 17. Jahrhundert.
- Steinernes Taufbecken
- Hölzerne Kanzel
- Krypta der Familie Donnersmarck
- Epitaph der Marianne Gutmann aus dem Jahr 1681
- Gemälde der Aufnahme Mariä in den Himmel aus dem 19. Jahrhundert des Malers Bonaventura Emler (1831–1862). Bis in die 1930er Jahre im Hauptaltar.
- Das Gemälde der Beuthener Madonna, ein Temperagemälde auf einer Lindenholztafel. Das Gemälde entstand um 1430 und zeigte ursprünglich nur das Bildnis Maria mit dem Jesuskind auf goldenem Hintergrund. Es befand sich einst im Hauptaltar und wurde nach dem Stadtbrand von 1515 erneuert und um Bildnisse der hll. Katharina von Alexandrien und Agnes von Rom ergänzt und der Hintergrund ausgestaltet. Die Ikone verblieb bis 1863 in der Marienkirche und wurde dann der neuen Josefkapelle in Schomberg übergeben. Von 1970 bis 1973 wurden an dem Gemälde konservatorische Arbeiten ausgeführt; 1973 wurde sie wieder in die Marienkirche gebracht.[1]
- Die Sakristeitür mit eisernen Beschlägen zeigt die Jahreszahl 1681 und ein Monogramm mit den Namen Jesus, Maria und Joseph.[1]
- Orgel mit 44 Registern, drei Manualwerken und Pedal; die Spiel- und die Registertrakturen sind elektro-pneumatisch. Nach diversen Reparaturen in den vorausgegangenen Jahren durch Orgelbaumeister Olgierd Nowakowski, wurde 2022 die Grundsanierung und Ausstattung des Instrumentes als Konzertorgel abgeschlossen.[2]

## Persönlichkeiten
- Richard Gillar (1855–1939), war von 1892 bis 1924 Chorrektor und Organist an der Marienkirche. Besonders hervorgetreten ist er als Autor und Herausgeber eines umfangreichen Gesangbuches für die polnische Bevölkerung und eines zugehörigen Choralbuches für die Orgelbegleitung.